# Je voudrais être tué par une lycéenne
Je voudrais être tué par une lycéenne (女子高生に殺されたい, Joshikōsei ni korosa retai) est un seinen manga de Usamaru Furuya, prépublié dans le magazine Go Go Bunch entre octobre 2013 et juillet 2016 et publié par l'éditeur Shinchōsha en deux volumes reliés sortis respectivement en février 2015 et août 2016. La version française est éditée par Delcourt sous le label Tonkam Seinen en deux tomes sortis respectivement en mars 2017 et octobre 2017.

## Synopsis
Haruto Higashiyama n'a qu'un seul fantasme : se faire tuer par une lycéenne. Il est donc devenu professeur dans l'espoir de se faire un jour assassiner par une de ses élèves. Il jette son dévolu sur Maho Sasaki, rêvant qu'elle l'étrangle de ses douces mains. Il prépare alors son plan minutieusement, révélant petit à petit sa personnalité pour le moins troublante...
Lorsqu'il met enfin son plan à exécution, poussé par une ténacité rare, il déploie son ombre inquiétante au dessus de la jeune fille. Cette dernière est tourmentée par des sentiments contradictoires, un horrible passé ineffaçable et des personnalités multiples. Lui voit son plan perturbé par l'implication d'un élément totalement inattendu qui permettra à la vérité d'être enfin dévoilée.

## Manga
La prépublication de Je voudrais être tué par une lycéenne débute dans le magazine Go Go Bunch le 9 octobre 2013 et se termine le 9 juillet 2016. La série est ensuite publiée par l'éditeur Shinchōsha en deux volumes reliés sortis respectivement en février 2015 et août 2016.
La version française est éditée par Delcourt sous le label Tonkam Seinen en deux tomes sortis respectivement en mars 2017 et octobre 2017.

### Liste des volumes
| no | Japonais       | Japonais          | Français        | Français          |
| no | Date de sortie | ISBN              | Date de sortie  | ISBN              |
| -- | -------------- | ----------------- | --------------- | ----------------- |
| 1  | 9 février 2015 | 978-4-10-771797-9 | 8 mars 2017     | 978-2-7560-9569-1 |
| 2  | 9 août 2016    | 978-4-10-771909-6 | 18 octobre 2017 | 978-2-7560-9570-7 |

## Analyse
Usamaru Furuya commence ses recherches sur l'autassassinophilie après avoir appris l'existence de ce fantasme. Pour l'auteur, qui a dû imaginer par lui-même ce qui pouvait donner naissance à un tel désir, « chaque personne a une part d'intériorité inavouable » et « on ne peut pas guérir de ses penchants profonds ». Ayant une idée précise du déroulement de la série dès le départ, il conçoit le scénario comme un « film de deux heures » en découpant chaque chapitre sous le point de vue d'un narrateur différent.
Selon le magazine spécialisé dBD, « raconté par le procédé d'alternance des points de vue, cet étrange manga est absolument fascinant et présente une intrigue bien plus riche et complexe que la simple présentation d'un cas psychiatrique rare et bizarre ». Pour le site spécialisé BoDoï, « ce récit choral peut d'abord laisser perplexe, tant il paraît étonnant que l'auteur, tenant un concept fort avec son professeur « autassassinophile », s'éparpille ensuite en développant plusieurs personnalités inhabituelles – déconnexion émotionnelle et autres troubles graves sont de la partie. Au terme du premier tome (sur deux), cependant, l'ensemble s'imbrique autour d'une même thématique générale : l'idée de persona et de ce que l'on doit abandonner de soi pour intégrer la société ».